# Benfica Lisbonne (basket-ball)
Pour le club omnisport, voir Sport Lisboa e Benfica (omnisports).
Pour les articles homonymes, voir Benfica (homonymie).
Maillots
Le SL Benfica est un club portugais de basket-ball évoluant en première division du championnat portugais. Il s'agit d'une section du club omnisports Sport Lisboa e Benfica. Le club est basé dans la ville de Lisbonne.

## Histoire
Le 20 octobre 2014, Benfica remporte sa 12e supercoupe en s'imposant 82 à 63 contre Galitos Barreiro Tley.

## Palmarès
- Championnat du Portugal: 30[3]
  - 1939–40, 1945–46, 1946–47, 1960–61, 1961–62, 1962–63, 1963–64, 1964–65, 1969–70, 1974–75, 1984–85, 1985–86, 1986–87, 1988–89, 1989–90, 1990–91, 1991–92, 1992–93, 1993–94, 1994–95, 2008–09, 2009–10, 2011–12, 2012–13, 2013–14, 2014-15, 2016-17, 2021-22, 2022-23, 2023-24
- Coupe du Portugal: 23[3]
  - 1945–46, 1946–47, 1960–61, 1963–64, 1964–65, 1965–66, 1967–68, 1968–69, 1969–70, 1971–72, 1972–73, 1973–74, 1980–81, 1991–92, 1992–93, 1993–94, 1994–95, 1995–96, 2013–14, 2014-15, 2015-16, 2016-17, 2022-23
- Coupe de la Ligue portugaise / Hugo dos Santos: 13[3]
  - 1989–90, 1990–91, 1992–93, 1993–94, 1994–95, 1995–96, 2010–11, 2012–13, 2013–14, 2014-15, 2016-17, 2017-18, 2023-24
- Supercoupe du Portugal: 14[3]
  - 1985, 1989, 1991, 1994, 1995, 1996, 1998, 2009, 2010, 2012, 2013, 2014, 2015, 2017
- Trophée António Pratas: 6[3]
  - 2007, 2008, 2012, 2013, 2015, 2016

## Entraîneurs successifs
Carlos Lisboa
- Depuis ? : -

## Joueurs marquants ou célèbres
- Ognjen Vukićević
- Maleye N'Doye
- Tyson Wheeler
- Heshimu Evans
- Corey Benjamin
- Daequan Cook
- Mark Acres
- Torgeir Bryn
- Makrem Ben Romdhane